# Петропавловськ (протичовновий корабель)
Петропавловськ  — радянський великий протичовновий корабель проєкту 1134Б.

## Історія
Будівництво корабля почалося 9 вересня 1973 року на суднобудівному заводі імені 61 комунара в Миколаєві.
22 листопада 1974 року корабель був спущений на воду, 29 грудня 1976 року введений у стрій. 5 лютого 1977 року включений до складу Червонопрапорного Тихоокеанського флоту.
З 24 лютого 1979 року по 3 липня 1979 року у складі загону кораблів ВМФ СРСР: ВАКР «Мінськ» - важкий авіаносний крейсер проєкту 1143.2, ВПК «Ташкент» - великий протичовновий корабель проєкту 1134Б зробив перехід з Севастополя навколо Африки під Владивосток, з виконанням завдань бойової служби, діловими заходами в Луанду (порт. Luanda) - столицю Анголи, Мапуту (порт. Maputo) - столицю Мозамбіку і Порт-Луї (фр. Port-Louis - столицю Маврикія.
У 1980 році екіпаж корабля нагороджений вимпелом Міністра оборони СРСР «За мужність і військову доблесть, проявлені в морських походах при несенні бойової служби». На кораблі розташовувався штаб операції з підйому уламків південнокорейського «Боїнга», збитого 1 вересня 1983 року неподалік від острова Монерон.
У червні 1994 року виведений з бойового складу флоту. 30 серпня того ж року був переведений до складу 44-ї бригади протичовнових кораблів, сформованої на основі 48 ДіПК і 201 бригади протичовнових кораблів 10 ОПЕСК Червонопрапорного Тихоокеанського флоту, з базуванням в бухті Золотий Ріг. У 1996 році корабель був роззброєний, 26 травня 1997 року виведений з ВМФ, в червні того ж року відправлений на буксирі в Індію для розрізування на метал.

## Модернізація
На кораблі було змонтовано ангар під гелікоптер Ка-27. 2 ПУ РБУ-1000 зняті. В процесі модернізації ПЛРК «Метель» замінено на ПЛРК «Раструб».